# Mistrzostwa Polski Seniorów w Lekkoatletyce 1991
67. Mistrzostwa Polski Seniorów w Lekkoatletyce – zawody sportowe, które rozgrywane były w Kielcach na stadionie Budowlanych w dniach 12–14 lipca 1991 roku.

## Rezultaty
| NR – rekord Polski \| NL – najlepszy wynik w Polsce w sezonie \| SB – najlepszy wynik w sezonie \| PB – rekord życiowy |

### Mężczyźni
| Konkurencja:                  | 1. miejsce                                                                        | Rezultat | 2. miejsce                                                                                 | Rezultat | 3. miejsce                                                                     | Rezultat |
| Bieg na 100 m                 | Jarosław Kaniecki AZS-AWF Gdańsk                                                  | 10,29 NL | Jacek Marlicki AZS-AWF Wrocław                                                             | 10,33    | Andrzej Popa AZS-AWF Katowice                                                  | 10,43    |
| Bieg na 200 m                 | Jarosław Kaniecki AZS-AWF Gdańsk                                                  | 20,78 NL | Jacek Marlicki AZS-AWF Wrocław                                                             | 21,07    | Robert Maćkowiak Śląsk Wrocław                                                 | 21,18    |
| Bieg na 400 m                 | Wojciech Lach Pomorzanin Toruń                                                    | 47,12    | Dariusz Rychter Gryf Słupsk                                                                | 47,38    | Mariusz Rządziński AZS Łódź                                                    | 47,80    |
| Bieg na 800 m                 | Piotr Piekarski Zawisza Bydgoszcz                                                 | 1:48,14  | Ryszard Ostrowski Olimpia Poznań                                                           | 1:48,76  | Zbigniew Janus Wisła Kraków                                                    | 1:49,30  |
| Bieg na 1500 m                | Waldemar Glinka AZS-AWF Wrocław                                                   | 3:42,45  | Krzysztof Filusz AZS-AWF Katowice                                                          | 3:43,48  | Aleksander Ziobro AZS-AWF Gorzów Wlkp.                                         | 3:40,01  |
| Bieg na 5000 m                | Michał Bartoszak Olimpia Poznań                                                   | 14:10,68 | Leszek Bebło Oleśniczanka                                                                  | 14:11,52 | Sławomir Majusiak Stal Ostrów Wlkp.                                            | 14:11,85 |
| Bieg na 10 000 m              | Leszek Bebło Oleśniczanka                                                         | 28:57,77 | Grzegorz Gajdus Oleśniczanka                                                               | 29:14,63 | Mirosław Dzienisik Gwardia Olsztyn                                             | 29:16,40 |
| Bieg na 110 m przez płotki    | Piotr Wójcik Śląsk Wrocław                                                        | 13,52    | Tomasz Nagórka Legia Warszawa                                                              | 13,63    | Rafał Cieśla AZS-AWF Katowice                                                  | 13,93    |
| Bieg na 400 m przez płotki    | Paweł Woźniak Skra Warszawa                                                       | 50,89    | Krzysztof Jaźwiński AZS-AWF Katowice                                                       | 51,87    | Robert Zajkowski Warszawianka                                                  | 52,20    |
| Bieg na 3000 m z przeszkodami | Artur Osman Granat Skarżysko-Kamienna                                             | 8:35,58  | Mariusz Kiełpiński Oleśniczanka                                                            | 8:36,69  | Dariusz Klein Agro Kociewie                                                    | 8:38,45  |
| Sztafeta 4 × 100 m            | AZS-AWF Gdańsk Jarosław Kaniecki Wojciech Mielcarek Marcin Czajkowski Marek Kamyk | 40,59    | AZS-AWF Wrocław Jacek Marlicki Krzysztof Szczęsny Roman Królczyk Sylwester Zimny           | 41,20    | AZS-AWF Kraków Wiesław Krowiak Andrzej Merta Czesław Piotrowski Mariusz Ozimek | 41,25    |
| Sztafeta 4 × 400 m            | Skra Warszawa Adam Ramotowski Paweł Woźniak Mariusz Obarek Piotr Ogonowski        | 3:10,83  | Zawisza Bydgoszcz Piotr Piekarski Krzysztof Świerczyński Maciej Wiśniewski Robert Januszek | 3:12,25  | AZS-AWF Katowice Paweł Chacuś Piotr Ludera Grzegorz Serkies Bogdan Karkoszka   | 3:12,34  |
| Chód na 20 km                 | Robert Korzeniowski AZS-AWF Katowice                                              | 1:26:36  | Zbigniew Sadlej Wawel Kraków                                                               | 1:27:05  | Sławomir Cielica Agros Zamość                                                  | 1:27:15  |
| Skok wzwyż                    | Artur Partyka ŁKS Łódź                                                            | 2,24     | Krzysztof Krawczyk AZS-AWF Wrocław                                                         | 2,21     | Jarosław Kotewicz Zawisza Bydgoszcz                                            | 2,21     |
| Skok o tyczce                 | Mirosław Chmara Zawisza Bydgoszcz                                                 | 5,60 NL  | Piotr Wejman Lechia Gdańsk                                                                 | 5,10     | Andrzej Gawenda Orzeł Warszawa                                                 | 5,00     |
| Skok w dal                    | Mirosław Nowaczyk Skra Warszawa                                                   | 7,88 NL  | Roman Golanowski Śląsk Wrocław                                                             | 7,87     | Marek Orzepowski Drwęca Nowe Miasto                                            | 7,86w    |
| Trójskok                      | Andrzej Grabarczyk Start Łódź                                                     | 17,00 NL | Eugeniusz Bedeniczuk Jagiellonia Białystok                                                 | 16,86    | Piotr Weremczuk Zawisza Bydgoszcz                                              | 16,18    |
| Pchnięcie kulą                | Helmut Krieger Chemik Kędzierzyn                                                  | 18,91    | Piotr Perżyło Górnik Brzeszcze                                                             | 18,35    | Janusz Gassowski Zawisza Bydgoszcz                                             | 17,22    |
| Rzut dyskiem                  | Jacek Strychalski Legia Warszawa                                                  | 56,78    | Marek Stolarczyk Zagłębie Lubin                                                            | 56,32    | Marek Majkrzak Chemik Kędzierzyn                                               | 54,90    |
| Rzut młotem                   | Lech Kowalski Stal Mielec                                                         | 72,20    | Jacek Dreger Zawisza Bydgoszcz                                                             | 69,32    | Stanisław Kapusta Zawisza Bydgoszcz                                            | 68,76    |
| Rzut oszczepem                | Czesław Uhl Oleśniczanka                                                          | 71,90    | Ireneusz Karasiński Zagłębie Lubin                                                         | 71,68    | Rajmund Kółko Zagłębie Lubin                                                   | 71,60    |

### Kobiety
| Konkurencja:               | 1. miejsce                                                                           | Rezultat | 2. miejsce                                                                      | Rezultat | 3. miejsce                                                                           | Rezultat |
| Bieg na 100 m              | Joanna Smolarek AZS-AWF Katowice                                                     | 11,59    | Izabela Czajko Jagiellonia Białystok                                            | 11,92    | Dorota Krawczak Skra Warszawa                                                        | 11,94    |
| Bieg na 200 m              | Joanna Smolarek AZS-AWF Katowice                                                     | 23,62 NL | Sylwia Pachut AZS-AWF Katowice                                                  | 23,68    | Elżbieta Kilińska Chemik Kędzierzyn                                                  | 23,98    |
| Bieg na 400 m              | Elżbieta Kilińska Chemik Kędzierzyn                                                  | 52,94    | Renata Sosin Hutnik Kraków                                                      | 54,10    | Marzena Wojdecka Start Łódź                                                          | 54,67    |
| Bieg na 800 m              | Małgorzata Rydz Budowlani Częstochowa                                                | 2:03,17  | Marzena Wojdecka Start Łódź                                                     | 2:05,03  | Anna Brzezińska Gwardia Opole                                                        | 2:05,29  |
| Bieg na 1500 m             | Małgorzata Rydz Budowlani Częstochowa                                                | 4:10,16  | Anna Brzezińska Gwardia Opole                                                   | 4:11,42  | Lidia Camberg AZS-AWF Katowice                                                       | 4:13,40  |
| Bieg na 3000 m             | Grażyna Kowina Kłos Olkusz                                                           | 9:24,08  | Małgorzata Sobańska Olimpia Poznań                                              | 9:24,64  | Irena Czuta Technik Komorno                                                          | 9:24,78  |
| Bieg na 100 m przez płotki | Urszula Włodarczyk AZS-AWF Wrocław                                                   | 13,32    | Maria Kamrowska AZS-AWF Gdańsk                                                  | 13,36    | Aldona Fogiel AZS-AWF Warszawa                                                       | 13,79    |
| Bieg na 400 m przez płotki | Monika Warnicka AZS-AWF Wrocław                                                      | 57,30 NL | Agata Sadurska AZS-AWF Warszawa                                                 | 57,88    | Barbara Grzywocz AZS-AWF Katowice                                                    | 58,30    |
| Sztafeta 4 × 100 m         | AZS-AWF Katowice Anna Hilszczańska Sylwia Pachut Joanna Smolarek Dominika Pala       | 46,18    | Orzeł Warszawa Katarzyna Zakrzewska Iwona Grochowska Ewa Charska Maria Butrym   | 46,36    | Skra Warszawa Aneta Bednarczyk Aneta Marciszewska Katarzyna Surmacka Dorota Krawczak | 46,86    |
| Sztafeta 4 × 400 m         | Chemik Kędzierzyn Grażyna Syrek Elżbieta Spiżak Magdalena Zalejska Elżbieta Kilińska | 3:38,83  | Budowlani Częstochowa Anna Stefańska Małgorzata Rydz Dorota Kata Barbara Brandt | 3:39,44  | AZS-AWF Katowice Barbara Grzywocz Bogumiła Dzionsko Barbara Pyszny Sylwia Pachut     | 3:40,03  |
| Chód na 10 km              | Katarzyna Radtke Lechia Gdańsk                                                       | 46:11    | Dorota Woda Wawel Kraków                                                        | 47:34    | Kazimiera Mosio Tęcza Mielec                                                         | 47:44    |
| Skok wzwyż                 | Beata Hołub Start Lublin                                                             | 1,92     | Katarzyna Waśniewska AZS-AWF Gdańsk                                             | 1,89     | Iwona Kielan Zawisza Bydgoszcz                                                       | 1,89     |
| Skok w dal                 | Agata Karczmarek Legia Warszawa                                                      | 6,61 NL  | Jolanta Bartczak-Małolepszy Start Łódź                                          | 6,54     | Sylwia Cieślik AZS-AWF Warszawa                                                      | 6,42w    |
| Trójskok                   | Urszula Włodarczyk AZS-AWF Wrocław                                                   | 13,58 NR | Jolanta Bartczak-Małolepszy Start Łódź                                          | 13,33    | Agnieszka Stańczyk Budowlani Częstochowa                                             | 13,11    |
| Pchnięcie kulą             | Krystyna Danilczyk Jagiellonia Białystok                                             | 18,07    | Małgorzata Wolska Zawisza Bydgoszcz                                             | 16,86    | Mirosława Znojek AKS Chorzów                                                         | 16,58    |
| Rzut dyskiem               | Paulina Gugniewicz Lechia Gdańsk                                                     | 55,62    | Renata Katewicz Start Łódź                                                      | 55,38    | Ewa Siepsiak Śląsk Wrocław                                                           | 51,68    |
| Rzut oszczepem             | Genowefa Patla AZS-AWF Warszawa                                                      | 58,86    | Krystyna Mączka Lechia Gdańsk                                                   | 54,42    | Mariola Dankiewicz Start Lublin                                                      | 54,36    |

## Biegi przełajowe
63. mistrzostwa Polski w biegach przełajowych rozegrano 10 marca w Skarżysku-Kamiennej. Kobiety rywalizowały na dystansach 3 km i 6 km, a seniorzy na 6 km i 12 km.

### Mężczyźni
| Konkurencja:            | 1. miejsce                       | Rezultat | 2. miejsce                    | Rezultat | 3. miejsce                      | Rezultat |
| Bieg przełajowy (6 km)  | Bogusław Mamiński Legia Warszawa | 20:06    | Jan Huruk Gryf Słupsk         | 20:15    | Grzegorz Kowalczyk Oleśniczanka | 20:19    |
| Bieg przełajowy (12 km) | Leszek Bebło Oleśniczanka        | 40:27    | Tomasz Kozłowski Oleśniczanka | 41:08    | Grzegorz Gajdus Oleśniczanka    | 41:14    |

### Kobiety
| Konkurencja:           | 1. miejsce                     | Rezultat | 2. miejsce                         | Rezultat | 3. miejsce                    | Rezultat |
| Bieg przełajowy (3 km) | Grażyna Kowina Kłos Olkusz     | 11:41    | Małgorzata Sobańska Olimpia Poznań | 11:45    | Elżbieta Nadolna Orkan Poznań | 12:00    |
| Bieg przełajowy (6 km) | Izabela Zatorska Tajfun Krosno | 22:56    | Wioletta Kryza AZS Olsztyn         | 23:03    | Irena Czuta Technik Komorno   | 23:23    |

## Maraton
Maratończycy (mężczyźni i kobiety) rywalizowali 19 maja we Wrocławiu.

### Mężczyźni
| Konkurencja: | 1. miejsce                     | Rezultat | 2. miejsce                           | Rezultat | 3. miejsce                   | Rezultat |
| Maraton      | Tadeusz Ławicki Zagłębie Lubin | 2:15:32  | Wiesław Pałczyński Zawisza Bydgoszcz | 2:15:42  | Jan Marchewka Legia Warszawa | 2:16:29  |

### Kobiety
| Konkurencja: | 1. miejsce                | Rezultat | 2. miejsce                    | Rezultat | 3. miejsce                | Rezultat |
| Maraton      | Ewa Olas Polonia Warszawa | 2:43:05  | Marzanna Helbik Górnik Zabrze | 2:45:16  | Dorota Gruca Agros Zamość | 2:52:07  |

## Wieloboje
Mistrzostwa w dziesięcioboju mężczyzn i siedmioboju kobiet zostały rozegrane 15 i 16 czerwca w Kielcach.

### Mężczyźni
| Konkurencja:  | 1. miejsce                         | Rezultat  | 2. miejsce                   | Rezultat  | 3. miejsce                    | Rezultat  |
| Dziesięciobój | Sebastian Chmara Zawisza Bydgoszcz | 7572 pkt. | Jerzy Hołoweńko Wawel Kraków | 7414 pkt. | Dariusz Grad AZS-AWF Warszawa | 7233 pkt. |

### Kobiety
| Konkurencja: | 1. miejsce                         | Rezultat  | 2. miejsce                     | Rezultat  | 3. miejsce                           | Rezultat  |
| Siedmiobój   | Urszula Włodarczyk AZS-AWF Wrocław | 6374 pkt. | Maria Kamrowska AZS-AWF Gdańsk | 6019 pkt. | Małgorzata Lisowska Górnik Wałbrzych | 5883 pkt. |

## Bieg na 10 000 m kobiet
Mistrzostwa w biegu na 10 000 metrów kobiet rozegrano 4 sierpnia w Sopocie, podczas Memoriału Józefa Żylewicza.
| Konkurencja:     | 1. miejsce                  | Rezultat | 2. miejsce                     | Rezultat | 3. miejsce                     | Rezultat |
| Bieg na 10 000 m | Irena Czuta Technik Komorno | 33:02,38 | Izabela Zatorska Tajfun Krosno | 33:10,65 | Renata Kokowska Bukowina Wałcz | 33:14,80 |

## Chód na 5000 m kobiet
Mistrzostwa w chodzie na 5000 metrów (na bieżni) kobiet rozegrano 4 sierpnia w Sopocie, podczas Memoriału Józefa Żylewicza.
| Konkurencja:   | 1. miejsce                     | Rezultat | 2. miejsce                      | Rezultat | 3. miejsce                   | Rezultat |
| Chód na 5000 m | Katarzyna Radtke Lechia Gdańsk | 21:58,22 | Bożena Górecka AZS-AWF Katowice | 22:27,73 | Kazimiera Mosio Tęcza Mielec | 22:28,44 |

## Półmaraton
Mistrzostwa Polski w półmaratonie rozegrano 1 września w Brzeszczach. Rywalizowano na dystansie 20 kilometrów.

### Mężczyźni
| Konkurencja: | 1. miejsce                   | Rezultat | 2. miejsce                        | Rezultat | 3. miejsce                      | Rezultat |
| Półmaraton   | Grzegorz Gajdus Oleśniczanka | 1:01:06  | Wiesław Perszke Zawisza Bydgoszcz | 1:01:09  | Mirosław Gołębiewski ROW Rybnik | 1:01:15  |

### Kobiety
| Konkurencja: | 1. miejsce                     | Rezultat | 2. miejsce                     | Rezultat | 3. miejsce                 | Rezultat |
| Półmaraton   | Izabela Zatorska Tajfun Krosno | 1:10:03  | Lidia Camberg AZS-AWF Katowice | 1:11:16  | Wioletta Kryza AZS Olsztyn | 1:13:42  |

## Chód na 50 km mężczyzn
Zawody mistrzowskie w chodzie na 50 kilometrów mężczyzn rozegrano 21 września w Warszawie.
| Konkurencja:  | 1. miejsce               | Rezultat   | 2. miejsce                    | Rezultat | 3. miejsce                    | Rezultat |
| Chód na 50 km | Jan Kłos Resovia Rzeszów | 3:49:30 NR | Adam Urbanowski Śląsk Wrocław | 3:59:19  | Sławomir Cielica Agros Zamość | 4:02:52  |